# ارين بارتون
ارين بارتون (بالإنجليزية: Warren Barton)‏ (19 مارس 1969 في المملكة المتحدة - ) هو لاعب كرة قدم بريطاني في مركز الدفاع. شارك مع منتخب إنجلترا لكرة القدم الرديف ومنتخب إنجلترا لكرة القدم. أما مع النوادي، فقد لعب مع ديربي كاونتي وكوينز بارك رينجرز ونيوكاسل يونايتد وماديستون يونايتد ‏ وميدستون يونايتد ونادي ويمبلدون وداغنهام وريدبريدج.

## مسيرته الكروية
لعب ارين بارتون خلال مسيرته الاحترافية مع 4 أندية في ستة عشر موسمًا وسجل خلالها 14 هدفًا ضمن 444 مباراة. ولم يفز بأي موسم بالكأس أو بالدوري.
خاض ارين بارتون مسيرته مع ميدستون يونايتد في موسم 1989–90 لمدة موسم واحد، مشاركًا في 42 مباراة ولم يسجل أي هدف. ثم انتقل إلى نادي ويمبلدون في موسم 1990–91 في المرة الأولى ليلعب معه خمسة مواسم ثم في موسم 2003–04 لمدة موسم واحد، حيث شارك طوالها في 185 مباراة سجل خلالها 10 أهداف. لينتقل بعدها إلى نادي نيوكاسل يونايتد في موسم 1995–96 ليلعب معه سبعة مواسم، مشاركًا في 164 مباراة سجل خلالها 4 أهداف. ثم انتقل إلى نادي ديربي كاونتي في موسم 2001–02 ولمدة موسمين، مشاركًا في 53 مباراة ولم يسجل أي هدف.

## وصلات خارجية
- ارين بارتون على موقع قاعدة بيانات كرة القدم.إي يو (الإنجليزية)
- ارين بارتون على موقع ناشيونال فوتبول تيمز (الإنجليزية)
- ارين بارتون على موقع Soccerbase.com (لاعب) (الإنجليزية)
- ارين بارتون على موقع عالم كرة القدم.نت (الإنجليزية)